# Humberto Sosa
Humberto Sosa Ahumada (nacido el 13 de octubre de 1985, en Veracruz, Veracruz, México) es un jugador de béisbol profesional. Juega para los Leones de Yucatán de la Liga Mexicana de Béisbol.

## Carrera profesional
| Club                         | País   | Año             |
| ---------------------------- | ------ | --------------- |
| Petroleros de Minatitlán     | México | 2010            |
| Rojos del Águila de Veracruz | México | 2012 - presente |

## Palmarés

### Campeonatos nacionales
| Título                   | Club                         | País   | Año  |
| ------------------------ | ---------------------------- | ------ | ---- |
| Liga Mexicana de Béisbol | Rojos del Águila de Veracruz | México | 2012 |